# Alquilio Álvarez Díez
Dom Frei Alquilio Álvarez Díez, OAR, (11 de julho de 1919 — 3 de novembro de 1985), foi um bispo católico espanhol e prelado de Marajó.
Álvarez Díez estudou em San Sebastián, na Espanha, e filosofia e teologia em Franca. Foi ordenado sacerdote em 10 de outubro de 1944, em Ribeirão Preto.
Foi coadjutor (1955); vigário; secretário da prelazia; superior religioso; vigário geral em Soure; e delegado por duas vezes ao Capítulo Provincial, em São Paulo e Madrid. Foi nomeado prelado de Marajó em 6 de maio de 1965, e em 13 de junho de 1967 foi nomeado bispo com a sé titular de Iunca na Mauritânia.
Recebeu a ordenação episcopal no dia 3 de setembro de 1967, das mãos do Arcebispo Sebastiano Baggio, núncio apostólico no Brasil. Os principais co-consagradores foram D. Gregório Alonso Aparicio, OAR, prelado emérito do Marajó, e D. José del Perpetuo Socorro Alvarez Mácua, OAR, prelado de Lábrea.
Dom Frei Alquilio Álvarez Díez participou da quarta sessão do Concílio Vaticano II como padre conciliar. Foi co-consagrador de D. Florentino Zabalza Iturri, OAR (1971) e D. José Arana Berruete, OAR (1979).
Renunciou à sé titular em 26 de maio de 1978.